# Hormidor
Hormidor (vládl 796–811) je historicky nedoložený moravský vládce známý pouze z nejstarších moravských pověstí. Jeho původ je odvozován od slovanského vladaře Sáma a jeho nedoloženého syna Moravoda. Postava Hormidora je úzce spjata s počátky města Velké Meziříčí.

## Život a vláda
Dle Tomáše Pešiny z Čechorodu král Hormidor vládl v letech 796–811.
Vedl boje s Avary a Čechy, stejně tak jako musel bojovat s domácími bouřemi. Mezi jinými dobyl hradiště Povel u Olomouce a znovuvybudoval hrad Valy u Mikulčic, bránil starou slovanskou víru, tedy pohanství, proti nově příchozímu náboženství, proti křesťanství. Na rozdíl od svého otce a předchůdce na trůně Samoslava se nikdy nedal pokřtít.
Po Hormidorově smrti se měl ujmout vlády na Moravě jeho syn Mojmír, otec historicky doloženého zakladatele Velkomoravské říše Mojmíra I.

## Smrt
Hormidor měl zemřít na hradě Samohradě, který snad vybudoval v roce 638 jeho prapraděd Sámo, což má být dnešní Velké Meziříčí. Příčinou měl být mor. Po smrti byl král Hormidor převezen do Brna a údajně pochován na Špilberku.
Podle jiné pověsti z Knínic u Boskovic, zemřel zde. Jeho přátelé a vojáci ho pohřbili na rovině mezi Knínicemi a Šebetovem i s jeho koněm, celou výzbrojí a bohatými dary. Vysokou mohylu osázeli stromy. Pověst ztotožňuje onu mohylu s kopcem Hájek.